# Рудківська сільська рада (Гребінківський район)
Рудківська сільська рада — колишній орган місцевого самоврядування у Гребінківському районі Полтавської області з центром у селі Рудка. Раду утворено 12 вересня 1991 року.

## Населені пункти
Сільраді були підпорядковані населені пункти:
- c. Рудка
- с. Горби